# Meltripata chloronema
Meltripata chloronema är en insektsart som beskrevs av Zheng, Z. 1982. Meltripata chloronema ingår i släktet Meltripata och familjen gräshoppor. Inga underarter finns listade i Catalogue of Life.